# Erik Lundquist
Erik Gustav Lundquist, född 25 oktober 1896 i Gryta socken, (dock införd i Domkyrkoförsamlingens födelsebok) Uppsala, död 11 april 1989 i Johanneshov, var en svensk sportskytt som tävlade för Stockholms SkarpSF. 
Han blev olympisk bronsmedaljör i Antwerpen 1920 tillsammans med Per Kinde, Fredric Landelius, Alfred Swahn, Karl Richter och Erik Sökjer-Petersén.
Lundquist deltog även i Paris 1924 och kom där på en fjärdeplats i lagtävlingen.

## Resultat
1924 
4:a Lerduvor lag (92)
27:a Lerduvor ind. (89)
1920 
3:a Lerduvor lag (90)
Opl. Lerduvor ind.